# مننژیوم جلدی
مننژیوم جلدی به انگلیسی: Cutaneous meningioma  که با نام‌های " بافت مننژی هتروتوپیک"  و "مننگوسل ابتدایی"  نیز شناخته می‌شود) نوعی نقص در رشد است که از حضور مننگوسیت‌ها در بیرون کالواریوم ایجاد می‌شود.